# Jüdischer Friedhof (Burgkunstadt)

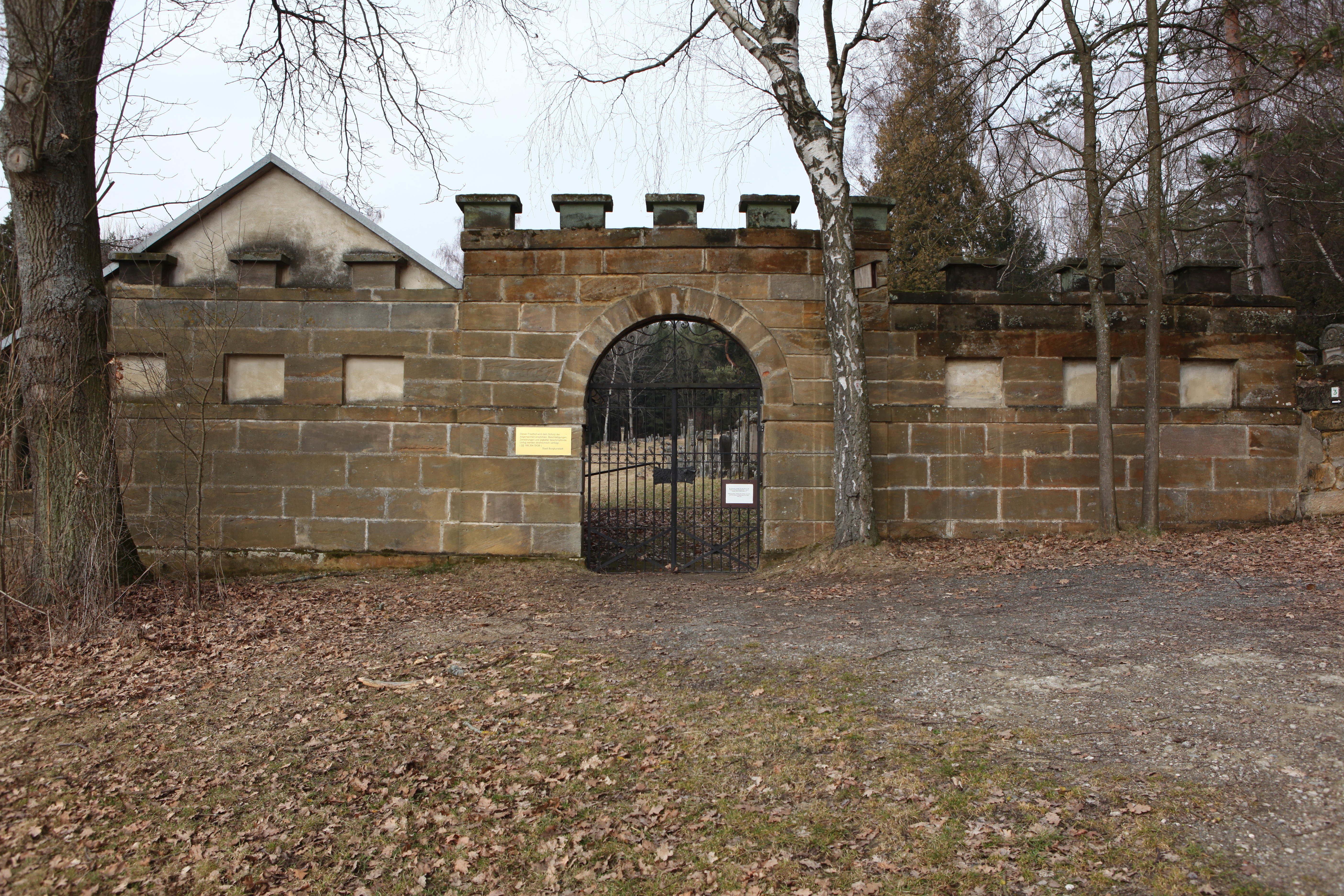
Eingangsportal

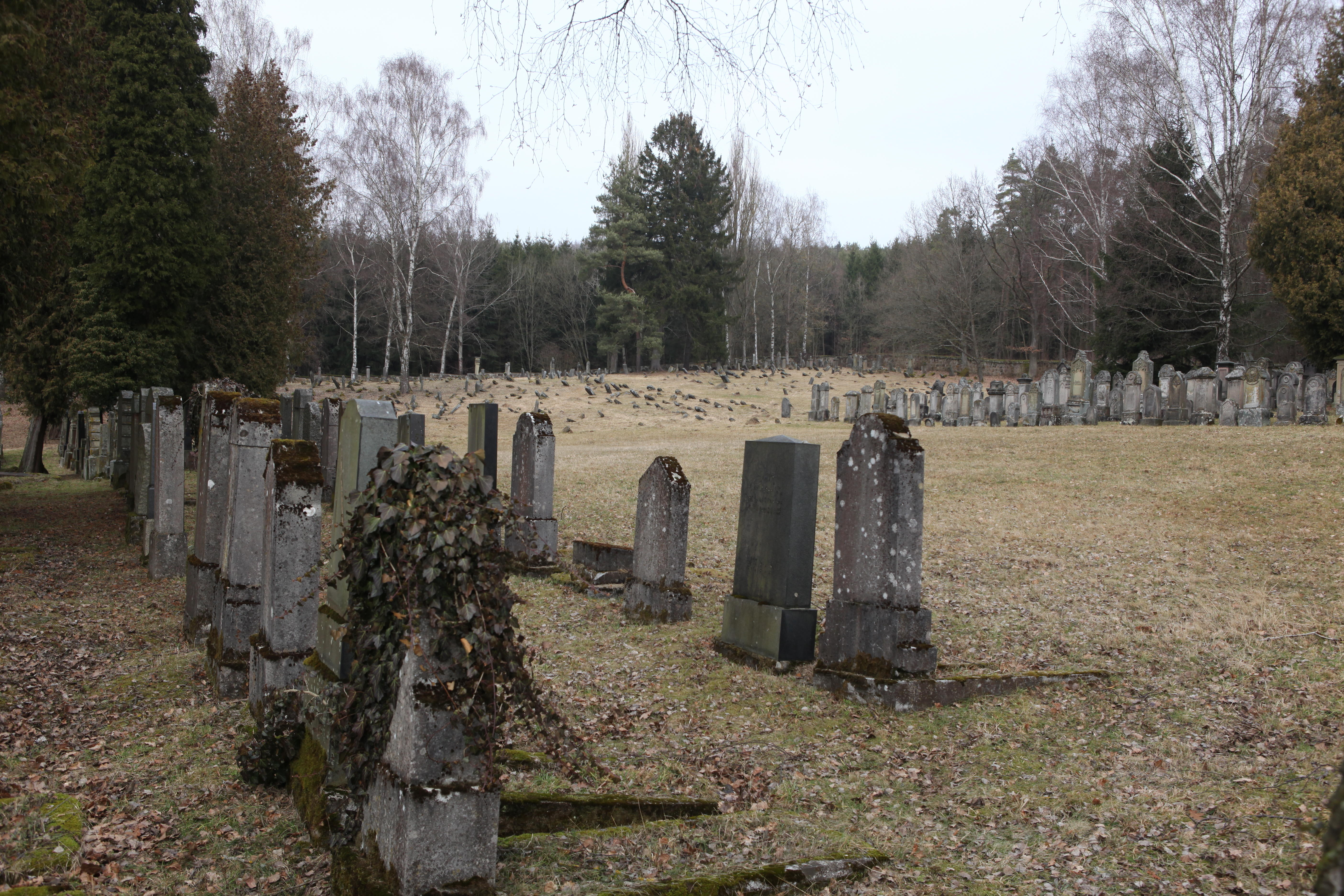
Blick über die Gräberfelder

Der Jüdische Friedhof Burgkunstadt war der Friedhof des Burgkunstadter Distriktsrabbinats und einiger angrenzenden Orte. Er liegt im oberfränkischen Burgkunstadt, einer Gemeinde im Landkreis Lichtenfels. Der Bestattungsort befindet sich ein Kilometer nordwestlich von Burgkunstadt am Ebnether Berg. Die ältesten der etwa 2000 Grabsteine stammen aus dem 17. Jahrhundert; der letzte aus dem Jahr 1940. In der örtlichen jüdischen Bevölkerung hatte sich für den Friedhof vor allem der Name „Guter Ort“ etabliert.

## Geschichte

### Bau- und Nutzungsgeschichte von 1620 bis 1933
Im Jahr 1620 wurde das Feld am sogenannten „Hutanger“ als Grundstück für einen neu anzulegenden Friedhof der jüdischen Gemeinde Burgkunstadts bestimmt. Möglicherweise fanden an dieser Stelle aber schon seit viel längerer Zeit die verstorbenen Gemeindemitglieder ihre letzte Ruhe. Die ersten Juden siedelten in Burgkunstadt und der Umgebung bereits ab Mitte des 13. Jahrhunderts. Die erste Beerdigung im Friedhof fand gesichert im Jahr 1626 statt, wobei auch bereits 1623 schon eine stattgefunden haben könnte, von der jedoch kein Grabstein mehr erhalten ist. 1679 erfolgte eine erste Erweiterung des Friedhofs.
Finanziert wurde der Friedhof durch den „Israelitischen Begräbnisverein“, der auch den bis 1835 genutzten Jüdischen Friedhof in Küps mitbetreute. Einnahmen generierte der Verein insbesondere durch Beiträge, die anlässlich von Hochzeiten gezahlt werden mussten und sich in der Höhe nach dem Vermögen des Brautpaares richteten. Im Jahr 1829 betrugen diese Einnahmen aus insgesamt 17 Gemeinden zusammen 54,15 Gulden.
Bedingt durch die stark angewachsenen jüdischen Gemeinden im Einzugsgebiet des Friedhofs stellten am 12. März 1841 die drei Vorsteher des Begräbnisvereins (Moritz Mack aus Altenkunstadt, Michael Rothschild und Abraham Schreyer Thurnauer, beide aus Burgkunstadt) bei der Stadt Burgkunstadt einen Antrag auf „Erweiterung des israelitischen Begräbnisplatzes zu Burgkunstadt.“ Diese wurde bald darauf genehmigt und die Planungen begonnen. Abgeschlossen werden konnten die Arbeiten im Jahr 1844. Erneuert wurde im Zuge der Bauarbeiten die Freidhofsumfassungsmauer, die zudem mit einem großen Portal versehen wurde, neben dem an der Innenseite der Mauer ein neues Taharahaus und ein neuer Brunnen errichtet wurden. Die meisten Beerdigungen fanden auf dem Friedhof in der Blütezeit der jüdischen Gemeinden im Einzugsgebiet um den Friedhof in den Jahren von 1830 bis 1850 statt. Waren dies um 1840 noch über 2000 Personen, sank die Zahl der jüdischen Gemeindemitglieder bis 1867 auf rund 800 ab. Bedingt war dies vor allem durch die starke Abwanderung in größere Städte wie Bamberg und Nürnberg und die Auswanderung in die USA. Im Jahr 1900 lebten noch etwa 400 Juden im Einzugsgebiet und 1933 nur noch 120.

### Entwicklungen im Dritten Reich von 1933 bis 1945
Bedingt durch die antijüdischen Entwicklungen im Dritten Reich, nahm der Burgkunstadter Bürgermeister Leo Feuersinger im November 1938 Verhandlungen mit dem Begräbnisverein auf, den Friedhof und einige angrenzenden Flurstücke an die Stadt Burgkunstadt zu verkaufen, was jedoch vorerst nicht geschah. Die letzte Bestattung auf dem Begräbnisort fand 1940 statt. Nach der Auflösung des Begräbnisvereins und der Auslöschung der jüdischen Gemeinde durch Flucht und Deportation im April 1942 wurden die Kaufverhandlungen mit der „Reichsvereinigung der Juden, Bezirksstelle München“ weitergeführt. Am 2. Juni 1943 erfolgte schließlich der Kauf durch die Stadt für den sehr geringen Preis von 1000 RM. Am 6. März 1944 wurde die Stadt Burgkunstadt vom Finanzamt Lichtenfels aufgefordert, zusätzlich noch 200 RM an die Reichsvereinigung der Juden zu zahlen, mit denen der Erwerb der Grabsteine abgegolten werden sollte. Nach dem Kauf kursierte kurzzeitig das Gerücht, dass die SA plane, den Friedhof zu schleifen und auf dem Gelände einen Schießplatz zu errichten, was jedoch nie so geplant war. Durch einzelne Personen kam es in den Jahren 1943 bis 1945 zu politisch motivierten Schändungen einzelner Gräber, wobei manche völlig zerstört wurden.
Entgegen den Befürchtungen, den Friedhof einzuebnen, wandte sich in einem Schreiben vom 18. Februar 1943 das Reichsinstitut für Geschichte des neuen Deutschlands an die Stadt Burgkunstadt und forderte diese auf, den Friedhof umgehend zu schützen und weitere Zerstörungen zu unterbinden:

„Das Reichsinstitut für Geschichte des neuen Deutschlands, zu dessen Hauptaufgabe die Erforschung der Judenfrage gehört, führt in Einvernehmen mit dem Reichsführer SS seit längerer Zeit eine Aktion zur Erfassung der in Deutschland noch vorhandenen Judenfriedhöfe durch. Diese sind unter genealogischen und anthropologischen Gesichtspunkten von Bedeutung für eine möglichst vollständige Erfassung der Judenfamilien und Judensippen und ihrer Stellung im deutschen Volksleben der Vergangenheit, damit zugleich aber auch für die möglichste Sicherung und Vertiefung unserer wissenschaftlichen Erkentnisse für den Kampf gegen das Judentum. [...] [Weiteren Zerstörungen des Friedhofs ist Einhalt zu gebieten]. Vielfach handelt es sich nämlich bei den jüdischen Grabdenkmälern früherer Jahrhunderte um Arbeiten deutscher Steinmetzen, die von künstlerisch erheblichem Wert sein können und deshalb wichtige Zeugnisse deutscher Handwerksentwicklung darstellen. Sie sollten deswegen nicht ohne Not zerstört und, falls vorhanden, auch bei Abräumung der Friedhöfe irgendwie sichergestellt werden.“

Des Weiteren wurde durch das Reichsinstitut anstehende Maßnahmen angekündigt, unter anderem die fotografische Erfassung der Grabsteine und Ausgrabungen für „anthropologische Messungen“. Alle Arbeiten sollten unter „rassekundlichen, genealogischen und kunstgeschichtlichen“ Gesichtspunkten erfolgen. Durch die kriegsbedingte Personalknappheit des Institutes wurden jedoch keine der Arbeiten durchgeführt. Der erzwungene Verkauf des Friedhofs an die Stadt wurde 1945 rückgängig gemacht und das Anwesen dem Landesverband der Israelitischen Kultusgemeinden in Bayern übereignet, dem es bis heute gehört. Soweit möglich, wurden die Schäden aus der NS-Zeit behoben.

### Entwicklung seit 1945
Für großes Entsetzen und internationale Berichterstattung (vor allem in den USA und in Israel, aber auch unter anderem in der Tagesschau) sorgte eine Schändung des Friedhofs in der Nacht zum 24. Februar 1973. Ein Spaziergänger hatte entdeckt, dass in der Nacht mehr als 600 Grabsteine umgeworfen und teilweise zerstört worden waren. Neben einem rechtsextremen Tatmotiv wurde auch ein Racheakt an den Israelis für den Abschuss einer libyschen Verkehrsmaschine über der Sinai-Halbinsel durch israelische Kampfflugzeuge am 21. Februar 1973 in Betracht gezogen. Nach nur drei Tagen Ermittlungsarbeit konnten jedoch die Täter gefasst werden, bei denen es sich um junge Männer aus Alten- und Burgkunstadt handelte, welche die Schändung unter Alkoholeinfluss nach einer Faschingsparty begangen hatten. In Zusammenarbeit mit dem Israelitischen Landesverband wurde der Friedhof durch die Stadt Burgkunstadt wieder hergerichtet.
Durch mehrere Institutionen und Schülergruppen erfolgen in unregelmäßigen Abständen ehrenamtliche Pflegemaßnahmen des Friedhofsgeländes. Seit 1989 wird alljährlich im September durch die „Interessensgemeinschaft Synagoge Altenkunstadt“ in den Tagen um Rosch ha-Schana eine Gedenkfeier auf dem Friedhof abgehalten.

## Aufbau und Charakterisierung des Friedhofes
Mit einer Fläche von 144,5 Ar und noch etwa 2000 Grabsteinen (Mazewot) zählt der Begräbnisplatz zu den größten jüdischen Landfriedhöfen Bayerns. Die viereckige Anlage wird von einer Sandsteinummauerung begrenzt und steht unter Denkmalschutz. Das schmiedeeiserne Eingangstor ist von einer massiven Steinmauer eingefasst. Links dahinter befindet sich das 1844 erbaute kleine Taharahaus aus Sandstein und ein Brunnen.
Das Einzugsgebiet des Friedhofes umfasste das Obermaingebiet mit den jüdischen Gemeinden in den Distriktsrabbinaten Burgkunstadt (Altenkunstadt, Burgkunstadt, Ebneth, Fassoldshof, Maineck, Weidnitz), Distriktsrabbinat Redwitz (Friesen, Horb am Main, Kronach, Küps (ab 1832), Lichtenfels (bis 1840), Mistelfeld, Mitwitz, Oberlangenstadt (ab 1832), Redwitz) sowie in Teilen auch Bayreuth (bis 1787), Coburg, Hochstadt am Main, Kulmbach, Rothwind, Seubelsdorf.

### Grabsteine

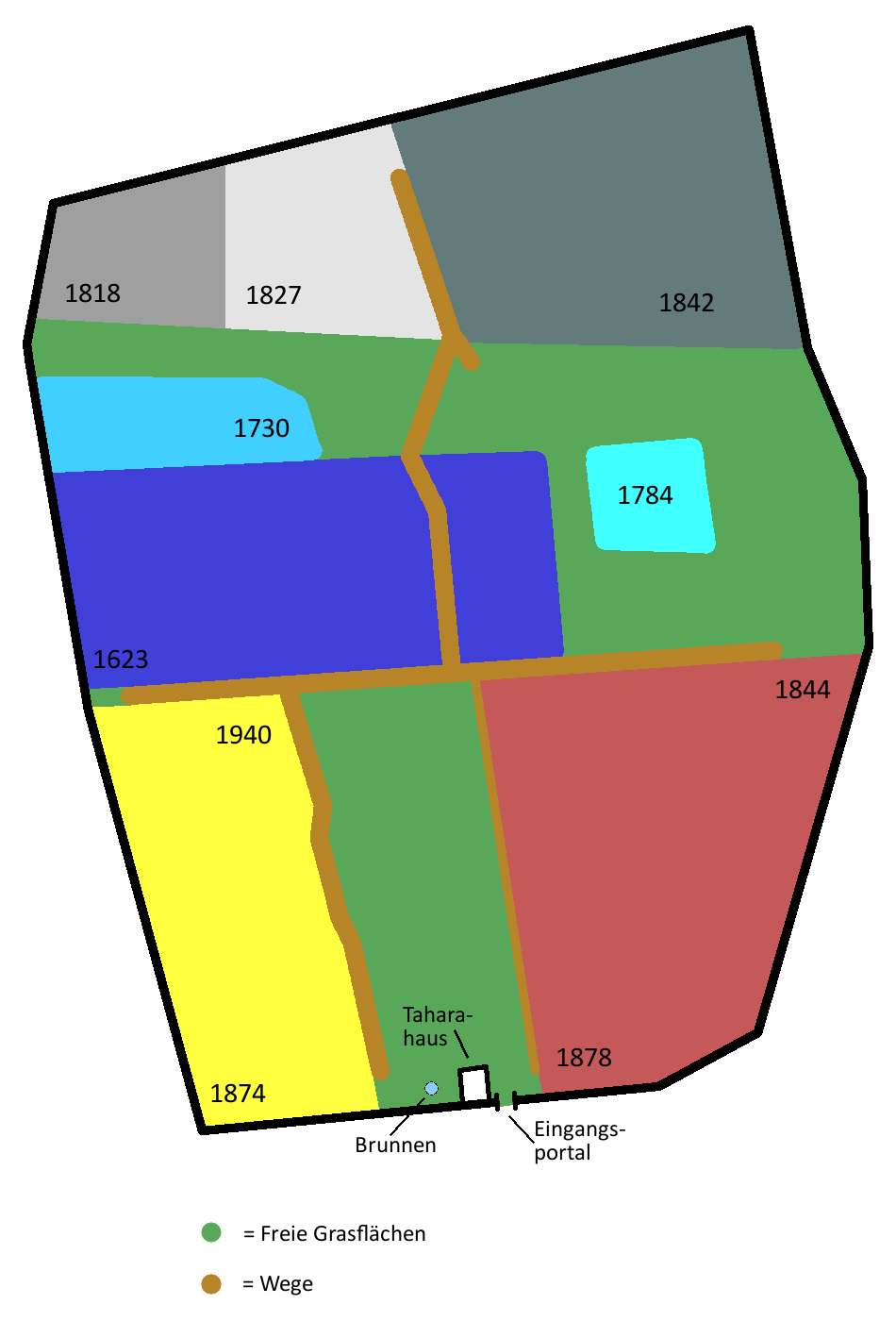
Schematischer Grundriss des Jüdischen Friedhofs mit Darstellung der Belegungsflächen

Die Grabsteine sind in vier größeren Feldern aufgestellt, wobei sich die ältesten beiden Felder noch weiter unterteilen lassen. Im mittleren Teil (Feld 1) stehen die ältesten Grabsteine. Sie lassen sich in drei kleinere Bereiche unterteilen, wobei die Belegungen ab 1620, 1730 und 1784 begannen. Die meisten Steine aus diesen Feldern sind heutzutage weitgehend umgekippt oder komplett im Boden versunken. Sehr gut erhalten ist jedoch nach wie vor der älteste noch erhaltene Stein des Friedhofes aus dem Jahr 1626.

Im Nördlichen Teil des Friedhofs (Feld 2) stehen Grabsteine aus der ersten Hälfte des 19. Jahrhunderts, angeordnet in abermals drei Bereichen, die ab 1818, 1827 und 1842 belegt wurden. Rechts vom Eingang, im östlichen Teil (Feld 3), stehen in regelmäßigen Reihen mit etwa gleichem Abstand die 720 Grabsteine aus der Zeit von 1844 bis 1878. Die Grabsteine links vom Eingang (Feld 4) stammen aus den Jahren von 1874 bis 1940 und zeigen oft deutsche Inschriften und Symbole, die auch auf christlichen Friedhöfen zu finden sind.
Die meisten Steine in den beiden ältesten Abschnitten des Friedhofs sind mit 80 bis 100 cm Höhe relativ niedrig, haben eine Breite von meist 40 bis 50 cm und eine Stärke von 8 bis 15 cm. Vorherrschend sind die Stilformen des Barock, Rokoko und Biedermeier, ergänzt um traditionelle jüdische Symbolzeichen wie Kohanimhände, Mohelmesser, Levitenkannen, Schofarhörner und -bläser und Familienembleme. Viele der Steine sind teilweise oder fast vollständig im Erdboden eingesunken; einige jedoch auch in den Jahren 1926 bis 1928 mit Unterstützung des Landesrabbinats München saniert.

### Taharahaus
Das Taharahaus erstreckt sich über eine Grundfläche von etwa 4,5 × 5 m und erhebt sich als eingeschossiger Sandsteinquaderbau mit Satteldachabschluss. An der Westseite befindet sich ein kleines Fenster und an der Nordseite drei kleine Fenster, wovon eines im Giebel eingelassen ist. Der Zugang zum Taharahaus erfolgt an der Ostseite, wo sich auch eine Steinplatte mit einer hebräischen Inschrift befindet, deren Übersetzung wie folgt lautet:

„Gelobt seist Du, unser G'tt, König der Welt,
 der Euch gezeugt hat nach dem Gesetz
 und Euch ernährt und erhalten hat nach dem Gesetz und Euch zu sich berufen hat nach dem Gesetz.
 Und er weiß die Zahl von Euch und er wird Euch in der Zukunft auferstehen lassen nach dem Gesetz.
 Gelobt seist Du, G'tt, der die Toten auferstehen lässt.“